# 2 января
2 января — 2-й день года  по григорианскому календарю.
До конца года остаётся 363 дня (364 дня в високосные годы).
До 15 октября 1582 года — 2 января по юлианскому календарю, с 15 октября 1582 года — 2 января по григорианскому календарю.
В XX и XXI веках соответствует 20 декабря по юлианскому календарю.

## Праздники и памятные дни
См. также: Категория:Праздники 2 января

### Общественные
- День научной фантастики.

### Национальные
- Швейцария — День святого Бертольда.
- Гаити — День предков.

### Религиозные
Католицизм
 — Память святого Василия Великого;
 — память Григория Богослова;
 — память блаженной Катрин Брессюирской;
 — память святого Дефенденса Фиваидского;
 — память монаха Макария Александрийского.
 Православие
 — Предпразднство Рождества Христова;
 — память священномученика Игнатия Богоносца (Антиохийского) (107);
 — память праведного протоиерея Иоанна Кронштадтского, чудотворца (1908);
 — память преподобного архимандрита Игнатия Печерского (1435);
 — память святителя Антония (Смирницкого), архиепископа Воронежского (1846);
 — память святителя Филогония, епископа Антиохийского (323);
 — память святителя архиепископа Даниила Сербского (1338);
 — память священномученика Николая Чернышёва и мученицы Варвары Чернышёвой (1919);
 — празднование в честь Новодворской иконы Божией Матери;
 — празднование в честь Леньковской (Новгород-Северской) иконы Божией Матери, именуемой «Спасительница утопающих».

### Именины
- Католические: Василий, Григорий, Дефенденс, Екатерина, Макарий
- Православные: Антоний, Даниил, Иван, Игнатий, Филогоний

## События
См. также: Категория:События 2 января

### До XIX века
- 69 — римскими легионами в Верхней Германии легат Авл Вителлий провозглашён императором.
- 533 — интронизация папы римского Иоанна II (Меркурия) — первого Папы, который поменял имя, взойдя на престол.
- 1547 — попытка мятежа Фиески в Генуе.
- 1570 — начало погрома Новгорода опричным войском Ивана Грозного.
- 1649 — казацкое войско Б. Хмельницкого возвратилось в Киев после похода на Западную Украину.
- 1703 — вышла в свет первая русская печатная газета «Ведомости» (по другим данным — 16 декабря 1702).
- 1757 — Соединённое королевство захватило Калькутту, Индия.
- 1788 — Джорджия стала 4-м штатом, ратифицировавшим конституцию Соединённых Штатов.

### XIX век
- 1813 — в приказе по армии М. Кутузов поздравил войска с изгнанием неприятеля за пределы России.

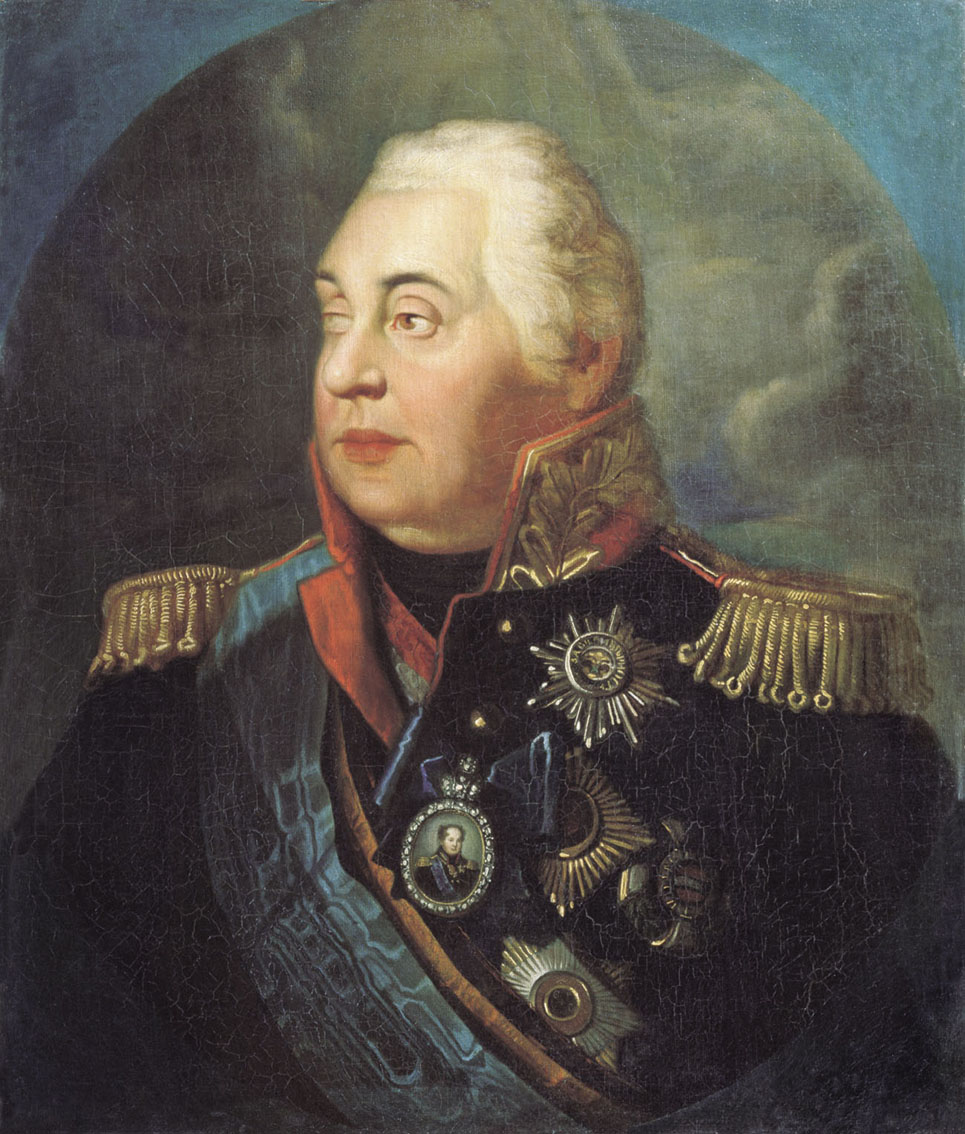
М. И. Кутузов

- 1835 — в Габрове открылась первая в Болгарии светская школа.
- 1839 — Луи Дагер произвёл первую фотосъёмку Луны.
- 1843 — в Дрездене, в Дрезденской придворной опере, состоялась первая постановка оперы Рихарда Вагнера «Летучий голландец»[7].
- 1874 — испанские кортесы вынудили президента Кастелара уйти в отставку.
- 1899 — премьером и министром иностранных дел Филиппин стал Аполинарио Мабини.

### XX век
- 1905
  - Окончилась оборона Порт-Артура в ходе Русско-Японской войны, город был сдан Японии комендантом генералом А. М. Стесселем.
  - На внешнем рейде Порт-Артура затоплен броненосец «Севастополь».

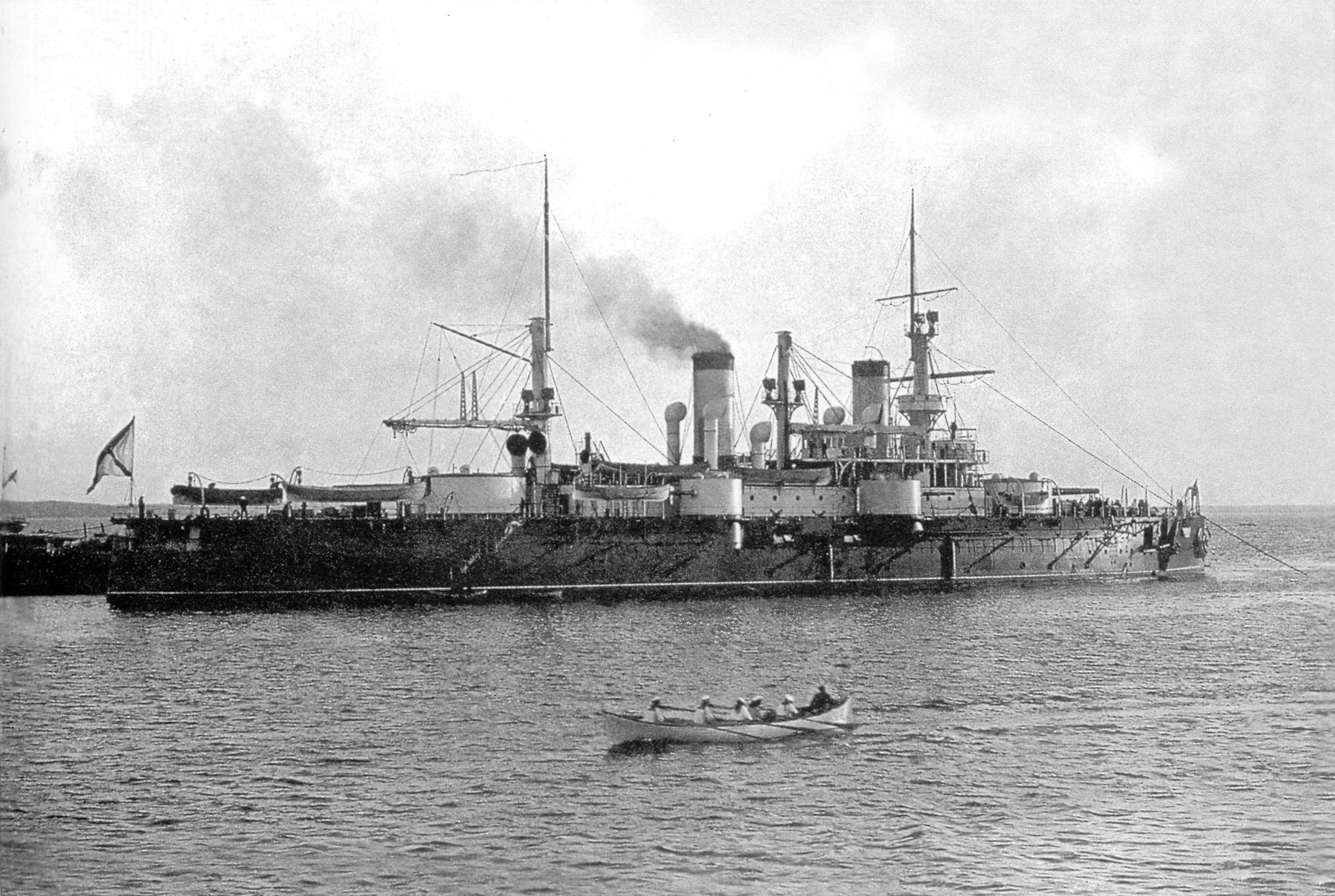
Броненосец «Севастополь»

- 1910 — в Москве впервые состоялись соревнования летающих авиамоделей.
- 1915 — российские войска в ходе Сарыкамышского сражения заняли турецкую крепость Бардуси.
- 1916 — основано Русское ботаническое общество[8].
- 1919
  - Польские легионеры захватили власть в Вильнюсе.
  - Восстание рабочих в Риге.
  - Польскими жандармами были расстреляны прибывшие в Варшаву члены миссии советского Красного Креста во главе с Брониславом Весоловским.
- 1920 — вышло постановление Совета рабочей и крестьянской обороны упразднить губернские и уездные революционные комитеты.
- 1921
  - Основана Коммунистическая партия Люксембурга.
  - Открыты все залы картинной галереи Эрмитажа (Ленинград).
- 1922
  - В Анкаре подписан договор между Турцией и Украинской ССР.
  - Основана Коммунистическая партия Чили.
- 1923 — в Берлине завершилась международная конференция анархо-синдикалистов.
- 1925 — образована Горно-Бадахшанская автономная область в составе Таджикской АССР.
- 1942
  - В ходе Великой Отечественной войны завершена Керченско-Феодосийская десантная операция; операцией руководил Н. А. Басистый.
  - В ходе битвы за Москву освобождён Малоярославец.
  - Японские войска заняли Манилу (Филиппины).
- 1943 — началось отступление немецких войск на Кавказе.
- 1947 — образована Сахалинская область (выведена из состава Хабаровского края).
- 1949 — основан город Инажа, расположенный в бразильском штате Пернамбуку.
- 1956 — в ФРГ созданы первые отряды регулярной армии — бундесвера.
- 1959 — в СССР запущена первая автоматическая межпланетная станция «Луна-1».
- 1967
  - Рональд Рейган избран губернатором Калифорнии.
  - Операция ВВС США «Боло», в ходе которой лётчики F-4 уничтожили половину самолётов МиГ-21 ВВС Северного Вьетнама
- 1992
  - Либерализация цен, начало радикальных экономических реформ в России.
  - Оппозиция свергла грузинского президента Звиада Гамсахурдия.

### XXI век
- 2020 — Нидерланды официально отказались от употребления названия Голландия.
- 2022 — в Казахстане начались протесты из-за резкого повышения цен на сжиженный газ.
- 2024
  - столкновение в аэропорту Ханэда. 5 погибших, 18 пострадавших.
  - ВС РФ нанесли массовый ракетный удар по Украине, в результате которого 6 человек погибло и 130 было ранено.

## Родились
См. также: Категория:Родившиеся 2 января

### До XIX века
- 869 — император Ёдзэй (ум. 949), император Японии (876—884).
- 1462 — Пьеро ди Козимо (ум. 1522), итальянский живописец.
- 1642 — Мехмед IV (ум. 1693), султан Османской империи (1648—1687).
- 1647 — Натаниэл Бэкон (ум. 1676), руководитель одного из первых крупных восстаний в Северной Америке.
- 1656 — Франц Лефорт (ум. 1699), русский государственный и военный деятель, адмирал, сподвижник Петра I.
- 1699 — Осман III (ум. 1757), султан Османской империи (1754—1757).
- 1727 — Джеймс Вольф (погиб 1759), британский военный деятель, участник Семилетней войны.
- 1798 — Фёдор Голубинский (ум. 1854), русский богослов и церковный деятель.

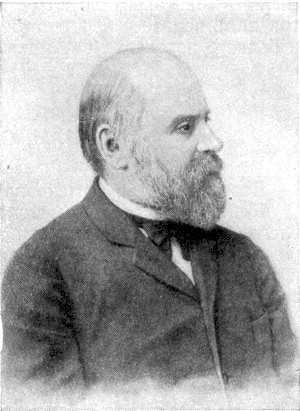
Милий Балакирев

### XIX век
- 1834
  - Фридрих Луис Доберман (ум. 1894), немецкий собаковод, положивший начало собачьей породе доберман-пинчер.
  - Василий Перов (ум. 1882), русский живописец, передвижник.
- 1837 — Милий Балакирев (ум. 1910), русский композитор и музыкант, руководитель кружка «Могучая кучка».
- 1865 — Хейкки Паасонен (ум. 1919), финский языковед, фольклорист и этнолог.
- 1870 — Эрнст Барлах (ум. 1938), немецкий скульптор, художник и писатель.
- 1871 — Николай Александров (ум. 1930), русский советский актёр театра и кино, театральный режиссёр и педагог.
- 1873 — Антон Паннекук (ум. 1960), нидерландский астроном и теоретик марксизма.
- 1880 — Василий Дегтярёв (ум. 1949), российский и советский конструктор стрелкового оружия.
- 1894 — Михаил Кедров (ум. 1972), режиссёр и актёр театра и кино, педагог, народный артист СССР.
- 1896 — Дзига Вертов (при рожд. Давид Кауфман) (ум. 1954), советский кинорежиссёр-документалист и сценарист.

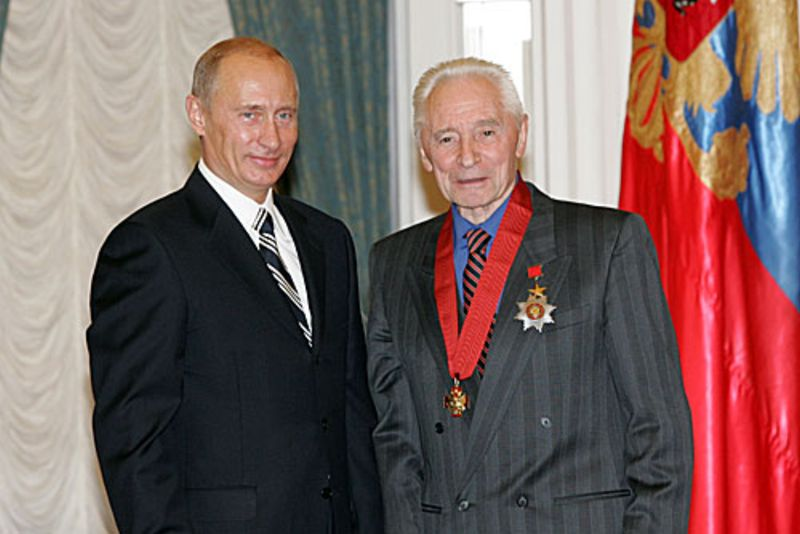
Юрий Григорович

### XX век
- 1903 — Канэ Танака (ум. 2022), японская супердолгожительница, старейший житель Земли с июля 2018 по апрель 2022 года.
- 1905 — Василий Чхаидзе (ум. 1986), актёр театра и кино, заслуженный артист Грузинской ССР.
- 1905 — Луиджи Дзампа (ум. 1991), итальянский кинорежиссёр, сценарист и продюсер.
- 1912 — Ренато Гуттузо (ум. 1987), итальянский живописец и график.
- 1917 — Вера Зорина (наст. имя Эва Бригитта Хартвиг, ум. 2003), немецко-норвежская актриса и танцовщица.
- 1918 — Андрей Гончаров (ум. 2001), театральный режиссёр, педагог, публицист, народный артист СССР.
- 1920 — Айзек Азимов (ум. 1992), американский писатель-фантаст, популяризатор науки.
- 1921 — Евгения Ханаева (ум. 1987), актриса театра и кино, народная артистка СССР.
- 1925 — Ирина Архипова (ум. 2010), оперная певица, педагог, общественный деятель, народная артистка СССР.
- 1927 — Юрий Григорович  (ум. 2025), артист балета, балетмейстер, хореограф, педагог, народный артист СССР.
- 1928 — Оскар Рабин (ум. 2018), советский и французский художник.
- 1931 — Мануэль Таварес Хусто (ум. 1963) доминиканский революционер и партизан
- 1937
  - Виктор Ильченко (ум. 1992), артист эстрады, театра и кино, заслуженный артист РСФСР (1990).
  - Мариэтта Чудакова (ум. 2021), советский и российский литературовед, историк литературы, текстолог.
- 1938 — Ханс Хербьёрнсрюд (ум. 2023), норвежский писатель.
- 1940 — Вячеслав Иваньков (также известен как «Япончик»; ум. 2009), советский и российский преступник, криминальный авторитет и вор в законе, лидер одной из организованных преступных группировок Москвы.
- 1947
  - Александр Тихонов, советский биатлонист, 4-кратный олимпийский чемпион, 11-кратный чемпион мира.
  - Александр Якушев, советский хоккеист, двукратный олимпийский чемпион, 7-кратный чемпион мира, в 1998—2000 гг. главный тренер хоккейной сборной России.
- 1949 — Олег Шейнцис (ум. 2006), советский и российский сценограф, народный художник РФ.
- 1953 — Виталий Третьяков, российский журналист, политолог, телеведущий.
- 1961 — Хитоси Сайто (ум. 2015), японский дзюдоист, двукратный олимпийский чемпион (1984, 1988).
- 1963
  - Олег Дерипаска, российский предприниматель, миллиардер.
  - Олег Знарок, советский и латвийский хоккеист, тренер.
  - Сергей Жигунов, советский и российский актёр кино и телевидения, кинорежиссёр, продюсер, заслуженный артист РФ.
- 1964 — Пернелл Уитакер (ум. 2019), американский боксёр.
- 1966 — Олег Видеман, оперный певец, солист Новосибирского оперного театра, заслуженный артист России.
- 1967 — Тиа Каррере (наст. имя Алтея Жанэро), американская актриса, модель и певица.
- 1968
  - Анки ван Грюнсвен, нидерландская спортсменка-конник, трёхкратная олимпийская чемпионка.
  - Кьюба Гудинг-младший, американский актёр, лауреат премии «Оскар».
- 1969 — Кристи Тарлингтон, американская супермодель.
- 1970 — Инна Гомес, советская и российская актриса, телеведущая, фотомодель, общественный деятель.
- 1975 — Яна Рудковская, российская телеведущая, музыкальный продюсер.
- 1981 — Макси Родригес, аргентинский футболист, серебряный призёр чемпионата мира (2014).
- 1983 — Кейт Босуорт, американская актриса и фотомодель.
- 1985 — Хенрик Мёльгор, датский гандболист, олимпийский чемпион (2016).
- 1986 — Николь Райнхардт, немецкая гребчиха-байдарочница, олимпийская чемпионка.
- 1993 — Аглая Шиловская, российская актриса театра и кино, певица.
- 1997 — Мортен Торесен, норвежский борец греко-римского стиля, чемпион Европы (2020).

### XXI век
- 2003 — Элье Ваи, французский футболист.

## Скончались
См. также: Категория:Умершие 2 января

### До XIX века
- 1547 — Джан Луиджи Фиески (р. 1522), организатор заговора Фиески в Генуе.
- 1554 — Жуан Мануэл (р. 1537), инфант Португалии, отец короля Себастьяна I.
- 1557 — Понтормо (наст. имя Якопо Каруччи; р. 1494), итальянский живописец, один из основоположников маньеризма.

### XIX век
- 1801 — Иоганн Каспар Лафатер (р. 1741), швейцарский писатель, богослов и поэт.
- 1831 — Бартольд Георг Нибур (р. 1776), немецкий историк античности, основатель критического метода в изучении истории.
- 1835 — Василий Берх (р. 1780), военный историк, участник первой русской кругосветной экспедиции (1803—1806).
- 1857 — Эндрю Юр (р. 1778), шотландский экономист и химик.
- 1861 — Фридрих Вильгельм IV (р. 1795), прусский король (с 1840) из династии Гогенцоллернов.
- 1879 — Калеб Кушинг (р. 1800), американский государственный деятель.
- 1892 — Джордж Биддель Эйри (р. 1801), английский математик и астроном.

### XX век
- 1904

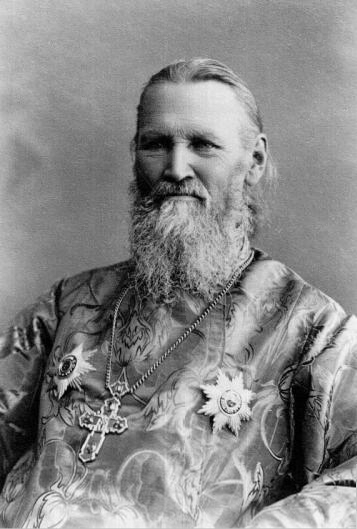
Иоанн Кронштадтский

  - Джеймс Лонгстрит (р. 1821), генерал армии Конфедерации в годы Гражданской войны в Америке.
  - Пётр Юргенсон (р. 1836), российский музыкальный издатель.
- 1909 — Иоанн Кронштадтский (р. 1829), святой Русской православной церкви.
- 1913 — Леон Филипп Тейсерен де Бор (р. 1855), французский метеоролог, один из первооткрывателей стратосферы.
- 1916 — Модест Чайковский (р. 1850), русский драматург, либреттист, музыкальный критик, младший брат П. И. Чайковского.
- 1917
  - Эдуард Бернетт Тэйлор (р. 1832), английский этнолог и культуролог.
  - Леон Фламан (р. 1877), французский велогонщик и лётчик, олимпийский чемпион (1896).
- 1921 — Дмитрий Чернов (р. 1839), русский металлург и изобретатель.
- 1939 — Роман Дмовский (р. 1864), польский политический деятель и публицист.
- 1950 — Эмиль Яннингс (р. 1884), немецкий актёр, первый обладатель «Оскара» за лучшую мужскую роль.
- 1954 — Владимир Левков (р. 1895), советский инженер, конструктор первых в мире судов на воздушной подушке.
- 1973 — Франческа Гааль (р. 1904), венгерская и американская актриса, звезда довоенного кинематографа.
- 1983 — Александр Ганичев (р. 1918), конструктор советского вооружения, Герой Социалистического Труда.
- 1984
  - Евгений Кринов (р. 1906), советский астроном и геолог.
  - Гавриил Шульц (р. 1903), советский скульптор, искусствовед, педагог.
- 1985 — Кларенс Джон Лафлин (р. 1905), американский фотохудожник-сюрреалист.
- 1989 — Илья Мазурук (р. 1906), советский лётчик, Герой Советского Союза, генерал-майор авиации.
- 1993 — Орест Верейский (р. 1915), художник-график, народный художник СССР.
- 1994 — Борис Вяткин (р. 1913), цирковой артист, клоун, народный артист РСФСР.
- 2000 — Элмо Рассел Зумвалт (р. 1920), американский адмирал.

### XXI век
- 2007 — Вадим Захарченко (р. 1929), советский и российский киноактёр, заслуженный артист России.
- 2009
  - Анатолий Гуревич (р. 1913), советский разведчик-нелегал, один из руководителей «Красной капеллы».
  - Валентина Джованьини (р. 1980), итальянская певица.
- 2011
  - Пит Постлетуэйт (р. 1945), английский киноактёр.
  - Энн Фрэнсис (р. 1930), американская актриса и модель.
- 2013 — Ладислао Мазуркевич (р. 1945), уругвайский футболист, вратарь, включённый в список лучших футболистов XX века по версии МФФИИС.
- 2017 — Виктор Царёв (р. 1931), советский футболист, чемпион Европы (1960), тренер.
- 2021 — Владимир Коренев (р. 1940), советский и российский киноактёр, народный артист России.
- 2023 — Кен Блок (р. 1967), американский автогонщик и шоумен.
- 2024
  - Брайан Ламли (р. 1937), британский, английский писатель, специализировавшийся на жанре фантастических ужасов.
  - Даниэль Ревеню (р. 1942), французский фехтовальщик-рапирист, олимпийский чемпион (1968).
- 2025 — Ян Захара (р. 1928), чехословацкий боксёр, тренер; олимпийский чемпион (1952).

## Народный календарь, приметы и фольклор Руси
Игнатов день.
- Каков Игнат, таков и август месяц.
- Деревья в инее — небо будет синее[9].
- Сильные морозы сулят хороший урожай[10].
- Женщинам нужно было подготовить дом к празднику — вымыть пол, почистить да подкрасить.
- Молодые люди формировали рождественские ватаги для весёлых колядований и все готовили различное праздничное снаряжение — Дидух, «Паучки», «Ёжики», а также учили тексты рождественских колядок. Приводились в порядок рождественские одежды.
- Если, для оберега дома, 1 января полагалось поклониться земле, то 2 января приходила пора дом оберечь: вокруг дома (или сразу всей деревни или села) крестьяне обносили иконы[11].
- В этот день полагалось стряхивать иней с яблонь — для урожая.
- Подмечали, что чем сильнее морозы, тем жарче лето.